# Colchicine – 100 years of Research

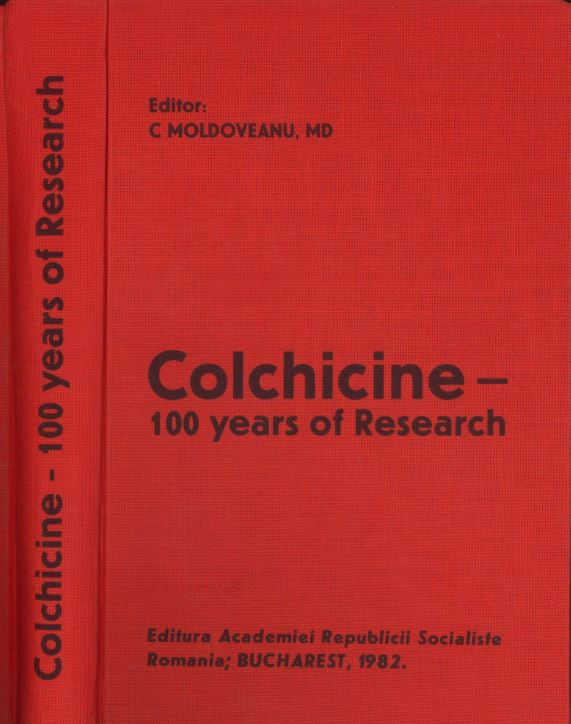
Bucheinband des gefälschten Sammelbands

Colchicine – 100 years of Research ist ein gefälschter Tagungsband über Colchicin, der zum Zweck der Verleumdung des deutschen Rechtsmediziners Matthias Graw erstellt wurde und 2022 Gegenstand eines Skandals war.

## Fälschung als Beleg für einen Plagiatsvorwurf
Der umfangreiche, angeblich 1982 erschienene englischsprachige Tagungsband wurde in geringer Stückzahl hergestellt. Der Band war nur per E-Bay erhältlich. Das Buch war von einem deutschen Allgemeinmediziner in Pakistan in Auftrag gegeben worden und sollte den Eindruck eines wissenschaftlichen Werk erwecken, das vor 1987 erschienen sei. In dieses Buch flossen Passagen und Abbildungen aus der Dissertation des Münchner Ordinarius Graw ein. So sollte der Eindruck entstehen, als hätte Graw für seine 1987 erschienene Doktorarbeit daraus abgeschrieben.
Unter Verweis auf diesen Band beauftragte der Allgemeinmediziner im Februar 2022 die Plagiatsprüfer Stefan Weber und Martin Heidingsfelder, die Dissertation von Graw auf ein Plagiat zu prüfen. Im Juli 2022 legten Weber und Heidingsfelder ihre Ergebnisse der Universität Hamburg, an der Graw promoviert worden war, vor: Graws Doktorarbeit sei ein Plagiat eines Beitrags des Tagungsbandes. Der Auftraggeber wurde nicht bekannt gemacht.

## Einschätzung der Universität Hamburg
Die Ombudsstelle der Universität Hamburg prüfte den Vorwurf und enttarnte den Tagungsband als Fälschung. In einer E-Mail vom 6. Oktober 2022 an die Plagiatsprüfer nannte die Ombudsstelle beispielhafte Indizien hierfür:

„- Der Band soll 1982 im VEB Verlag Volk und Gesundheit in der DDR veröffentlicht worden sein. Die Überprüfung des Impressums zeigt, dass es Vergleichs-Büchern derselben Periode aus diesem Verlag in Aufbau und Art der gemachten Angaben nicht entspricht.
- Die rumänische Übersetzung des Titels enthält eine sinnentstellende Formulierung zum zentralen Begriff des Bandes: „Spindle Toxins“ wird mit „Toxine Fusiforme“ zu Deutsch „spindelförmige Toxine“ übersetzt. Dies ist sachlich unhaltbar, da die entsprechenden Toxine sich gegen die zelluläre Struktur Spindel richten, aber nicht selber spindelförmig sind. Dies hieße, dass der Herausgeber das zentrale Konzept der Konferenz und des Konferenzbandes nicht verstanden hätte. Interessanterweise übersetzt Google Translate so, wie in dem von uns gekauften Band und in dem auf „eBay“ gezeigten Titelblatt.
- Auf Seite 334 und in der Bibliografie des Bandes wird eine Quelle genannt, „Beck et al Mol Pharmacol 24: 485-492“, die es in öffentlich zugänglichen Datenbanken gibt, die aber erst am 1. November 1983 erschienen ist (Einreichungsdatum Februar 1983). Es ist sehr unwahrscheinlich, dass den Verfassern des Bandes 1982 die bibliografischen Details einer 1983 eingereichten und erschienenen Arbeit vorlagen.“

## Nach Aufdeckung der Fälschung
Stefan Weber veröffentlichte den gescannten Inhalt des Bandes, zog aufgrund dessen Fälschung seine Plagiatsvorwürfe gegen Graw zurück und entschuldigte sich. Er bezeichnete die Angelegenheit als „Desaster für die Plagiatsforschung“, ermittelte weitere Belege dafür, dass der Band eine Fälschung ist, und rekonstruierte den Ablauf der Verleumdungskampagne gegen Graw. Den Namen des Auftraggebers gibt Weber bislang nicht preis.
Martin Heidingsfelder hingegen distanzierte sich von seinen früheren Vorwürfen gegen Graw nicht. Er räumte nur ein, dass es Indizien für eine Fälschung gebe, verwies auf eine „andauernde“ Prüfung und äußerte sich nicht mehr.
Im Oktober 2022 wurde der Auslöser der fälschlichen Plagiatsvorwürfe und Auftraggeber der Plagiatsprüfer identifiziert. Die Staatsanwaltschaft München leitete Ermittlungen u. a. wegen Urkundenfälschung und Betrug ein. Nach mehr als zwei Jahren Ermittlungsarbeit musste sich der inzwischen 70-jährige Allgemeinmediziner vor Gericht u. a. wegen Verleumdung zum Nachteil von Matthias Graw verantworten. Das Amtsgericht München verurteilte ihn im März 2025 wegen Verleumdung, Urkundenfälschung sowie Betrugs zu zweieinhalb Jahren Freiheitsstrafe. Er hatte die Fälschung veranlasst und dann die Plagiatsprüfer beauftragt, um an Graw Rache zu üben. Seine von ihm gepflegte Mutter war gestorben und wegen des Verdachts, ihr Sohn habe sie vergiftet, im von Graw geleiteten Institut für Rechtsmedizin obduziert worden.
Laut FAZ war der Verdächtige in einen ähnlichen Fall in Großbritannien verwickelt, und Weber hätte in seiner Streitschrift Auf „Plagiatsjagd“ seine eigenen Fehler in der Sache heruntergespielt.